# Hydrobiosella stenocerca
Hydrobiosella stenocerca là một loài Trichoptera trong họ Philopotamidae. Chúng phân bố ở miền Australasia.